# Гуттари, Тобиас Осипович
То́биас О́сипович Гу́ттари (фин. Topias Huttari; литературный псевдоним Ле́а Хе́ло, фин. Lea Helo; 29 января 1907, Муя, Санкт-Петербургская губерния — 9 декабря 1953, Петрозаводск) — советский финноязычный поэт и прозаик, переводчик и педагог.
Жил и работал в Карелии. Один из основоположников карельской национальной литературы, один из организаторов Карельской ассоциации пролетарских писателей (КАПП) и Союза писателей Карелии.
Выступал как очеркист и автор рассказов. Стих Гуттари эмоционален, близок к народной песне. На творчестве сказалось его увлечение поэзией Сергея Есенина и произведениями многих советских лирических поэтов, таких, как его ровесники Ярослав Смеляков, Борис Корнилов, Павел Васильев.

## Биография

### Детство и юность
Родился в 1907 году в Санкт-Петербургской губернии в семье ингерманландских финнов. В большой крестьянской семье был младшим сыном. Детские и школьные годы прошли в деревне Муя.
В 1921 году в 14 лет Тобиас окончил сельскую школу и поступил в Гатчинский финский педагогический техникум, выпускавший учителей для финских школ.
Осенью 1924 года с 4-го курса педагогического техникума по призыву комсомола прибыл в Петрозаводск, чтобы учить карельских детей грамоте. В сельских школах (1924—1927) и в Петрозаводске (1927—1929) Гуттари проработал учителем финского языка и литературы 5 лет.

### Литературная карьера
В 1927 году в Ленинграде начал выходить литературно-художественный журнал на финском языке «Soihtu» («Факел»), в нём также печатались произведения карельских авторов. С первых номеров журнале, а также в некоторых газетах, стали регулярно публиковаться короткие рассказы и лирические стихи, подписанные Леа Хело. Такой псевдонимом взял себе молодой школьный учитель Тобиас Гуттари.
В 1930-е годы Гуттари редактировал издававшийся в Ленинграде журнал на финском языке «Punakantele» («Красное кантеле»). Выпустил сборники «Молодые сердца» и «Перешагиваю». Несколько книг было адресовано детям («Как родилась книга», «В лесах Карелии растет бумага» и др.).
В 1930 году вышел сборник стихов «Молодые сердца»/«Молодые мысли», посвящённый советской молодёжи.
В 1931 году журнал «Soihtu» перестал существовать, а «Пунакантеле» стал общим журналом писателей Ленинграда и Карелии. В 1932 году «Punakantele» получил новое название — «Rintama» («Фронт»). В конце 1933 года издательство журнала было переведено из Ленинграда в Петрозаводск. В 1932—1933 годы Тобиас написал несколько книг для детей.
В 1934 году принят в члены Союза писателей СССР.
В 1937 году был исключен из Союза писателей Карелии, но репрессий избежал.

### Годы войны
С первых недель Великой Отечественной войны, несмотря на туберкулез легких, Гуттари работал на строительстве оборонительных сооружений, а в 1941 году добился отправки в действующую армию на Карельский фронт. На фронте, наряду с исполнением своих прямых офицерских обязанностей, он писал для газет статьи, рассказы и очерки, опубликовал циклы патриотических, лирических и сатирических стихов. Многие из них переводились на русский язык московскими и ленинградскими поэтами и позднее вошли в сборники.
В конце 1942 года был переведен в тыловую газету, так как Государственным комитетом обороны было принято решение о снятии с фронтов всех финнов ввиду того, что Финляндия воевала на стороне фашистской Германии.

«На меня обрушился опять такой тяжелый удар, каких в жизни мне пришлось перенести так много! Не знаю, чем я их заслужил? Вчера утром узнал, что меня демобилизуют. Из действующей армии меня переводят в запас. Это удар такой неожиданный и жестокий, что и сейчас, спустя некоторое время, я чувствую себя тяжело травмированным, больным и душой и телом» запись в дневнике от 6 декабря 1942 года.

### Послевоенные годы
Подвергался травле в 1946 году.
В 1948 году Гуттари поселился в только что построенном доме № 8 по ул. Волховской в Петрозаводске, где и прожил до конца жизни.
Он скончался в декабре 1953 года от туберкулёза. Похоронен на кладбище «Пески» в Петрозаводске.
Его дом на Волховской сохранился — находится напротив Крестовоздвиженского собора.

## Семья
Тобиас Гуттари был женат на Элине Степановне Пекки, фольклористе и писательнице, сестре Александра Пекки.

## Произведения
- Nuoret mielet. «Молодые умы», сборник стихов (1930)
- Astun yli. «Перешагиваю», сборник стихов (1931)
- Karjalan metsissä kasvaa paperia. «В карельских лесах растет бумага» / «В лесах Карелии растет бумага», книга для детей (1932—1933)
- «Как рождается книга», книга для детей (1932—1933)
- Punainen armeija — vartija valpas. «Красная Армия — верный страж», книга для детей (1933)
- Jokea voittamassa, о строительстве Нижнесвирской ГЭС (1933)
- Runoja. «Стихи» (1936)
- Laulu keväälle. «Песня весне» (1940)
- Minun maani. «Моя страна» (1947)
- «Моя страна» в рус. пер. (Москва, 1950)
- «Родина, тебе пою!» в рус. пер. (Петрозаводск, 1950)
- Valitut runot. (Петрозаводск, 1956)
- «Избранные стихотворения» в рус. пер. (Москва, 1959)
- Kertomuksia ja kuvauksia. (Петрозаводск, 1962)
- Jumalat remontissa. (1992)

Сочинения также напечатаны в книгах:
- Антология карельской поэзии, Петрозаводск, 1963
- Когда озеро цветёт, Петрозаводск, 1964[5]